# Bodenpunkt (Geodäsie)
Als Bodenpunkt wird im Vermessungswesen ein Mess- oder Festpunkt bezeichnet, dessen Oberkante im Bodenniveau oder nur wenige Zentimeter darüber liegt. Der Begriff ist in die technische Praxis eingegangen, um solche beschädigungssicher vermarkten Punkte von anderen zu unterscheiden, z. B. von Kirchtürmen oder Turmbolzen, Triangulationspfeilern oder TP-Steinen, Stangensignalen, an Gebäuden angebrachten Gabel- bzw. Messpunkten oder die meist 10–30 cm hohen Grenzsteinen.
Ein Bodenpunkt kann auf verschiedene Weise vermarkt sein: 
- im Gebirge als Felsmarke (eingemeißeltes Kreuz),
- in flacheren Gebieten als bodengleich eingegrabener Vermessungs- oder KT-Stein (wie er im früheren Österreich-Ungarn genannt wird),
- in der Stadtvermessung und bei Bauprojekten als Schraubbolzen,
- als Metallstift oder Nagel (meist mit Beschriftung "Vermessungspunkt" oder rotem Farbring),
- bei Absteckungen auch einfach mit einem fest eingeschlagenen Holzpflock.

Der Hauptvorteil von Bodenpunkten ist besserer Schutz vor Erosion und sonstiger Beschädigung, ein Nachteil allerdings, dass sie oft rasch überwachsen werden und ihre Suche dann schwieriger ist und Grabarbeiten erfordern kann. Zur raschen und sicheren Auffindung ist in solchen Fällen eine Punktbeschreibung mit Lageskizze und genauen Sperrmaßen hilfreich.
Die Einmessung solcher Bodenpunkte erfolgt üblicherweise mit dem Theodolit (Winkel- und Streckenmessung) relativ zu anderen Festpunkten, aber auch mit Differenz-GPS, und bei geringen Ansprüchen mit Alignement oder dem Maßband.